# Trzęsienie ziemi w Raczy (1991)
Trzęsienie ziemi w Raczy (1991) – silne trzęsienie ziemi o magnitudzie 7,0 M, które nawiedziło region Racza w Gruzji 20 kwietnia 1991 roku; największe trzęsienie ziemi odnotowane w rejonie Wielkiego Kaukazu.

## Opis
Trzęsienie ziemi miało miejsce o godzinie 13:13 20 kwietnia 1991 roku w północnej części Gruzji w regionie Racza. Najbardziej dotknęło rejony Oni i Ambrolauri. Jego magnituda wynosiła 7,0 M  – było to największe trzęsienie ziemi odnotowane w rejonie Wielkiego Kaukazu  . Intensywność fali wstrząsowej trzęsienia ziemi wynosiła niecałe 8 stopni . Po nim nastąpiło ponad 3700 zjawisk wtórnych, w tym dwa potężne wstrząsy wtórne – pierwszy tego samego dnia a sile 6,0 M i kolejny 15 czerwca o sile 6,2–6,3 M .

## Skutki
W wyniku trzęsienia śmierć poniosło 270 osób, a 100 tys. zostało pozbawionych dachu nad głową. Straty materialne oszacowano na 1700 milionów USD. Wskutek wstrząsów zawaliło się ponad 17 tys. budowli, a 46 tys. zostało uszkodzonych. Zniszczeniu uległo wiele zabytków, m.in. XI-wieczna katedra w Nikorcmindzie i XIX-wieczna synagoga w Oni, które zostały odrestaurowane .
Zniszczenia były spowodowane w głównej mierze słabą konstrukcją budowli, które nie wytrzymały pod naporem wywołanych przez trzęsienie osuwisk .